# (4455) Ruriko
(4455) Ruriko est un astéroïde de la ceinture principale.

## Description
(4455) Ruriko est un astéroïde de la ceinture principale. Il fut découvert le 2 décembre 1988 à Kushiro par Seiji Ueda et Hiroshi Kaneda. Il présente une orbite caractérisée par un demi-grand axe de 3,01 UA, une excentricité de 0,05 et une inclinaison de 9,4° par rapport à l'écliptique.

## Compléments